# Roberto Barni
Roberto Barni (Pistoia, 30 september 1939) is een Italiaanse beeldhouwer, schilder en graficus.

## Leven en werk
Barni exposeert sinds aanvang der zestiger jaren en kreeg in 1963 een studiebeurs van de stad Florence. Hij behoorde met de kunstenaars Umberto Buscioni en Gianni Ruffi en de architect Adolfo Natalini tot de kunstenaarsgroepering Scuola di Pistoia (1964-1969). In 1965 ontving hij een invitatie voor de avantgardistische expositie Revort I. Documenti di arte oggettiva in Europa in de Galleria d'Arte Moderna di Palermo in Palermo en in 1977 voor de groepstentoonstelling Arte in Italia 1960-1977 in de Galleria d'Arte Moderna di Torino in Turijn. In 1982 kreeg hij een solo-expositie tijdens het Festival dei due Mondi in Spoleto en in 1984 en 1988 werd Barni namens Italië uitgenodigd voor deelname aan de Biënnale van Venetië.
Met de Italiaanse architect Natalini werkt Barni samen aan internationale architectuurprojecten. Zij behoren tot de postmodernistische stroming. In Nederland werkten zij aan de projecten: IJsselkade in Doesburg, Waagplein in Groningen, Muzenstraat in Den Haag en Boscotondo in Helmond.
Barni leverde met zijn werk Continuo (1995/2000) een bijdrage aan het beeldenpark Il Giardino di Daniel Spoerri van de Zwitserse beeldhouwer Daniel Spoerri in Seggiano in de regio Toscane.
De kunstenaar woont en werkt in Florence.

## Werken (selectie)

### In Italië
- Pistoia: Giro del sole (1994) op het Piazza dell' Ortaggio; Maniera en Passi scuri in de Biblioteca San Giorgio
- Santomato di Pistoia: Servitori muti (1988) in het Beeldenpark Villa Celle
- Verona: Continuo (1999) en Ironia e malinconia[1] in de Galleria d'Arte Moderna Palazzo Forti
- Florence: Il tedoforo / Rosso luminoso (1994), Il Cavallaccio, Scandicci

### In Monaco
- Monaco: Servi Muti (1988-89) in de Roseraie Princesse Grace, Fontvieille

### In Nederland
- Doesburg: Passi d'Oro (2006)
- Helmond: Alberi (2001)
- Den Haag: Andante e Adagio (2000)

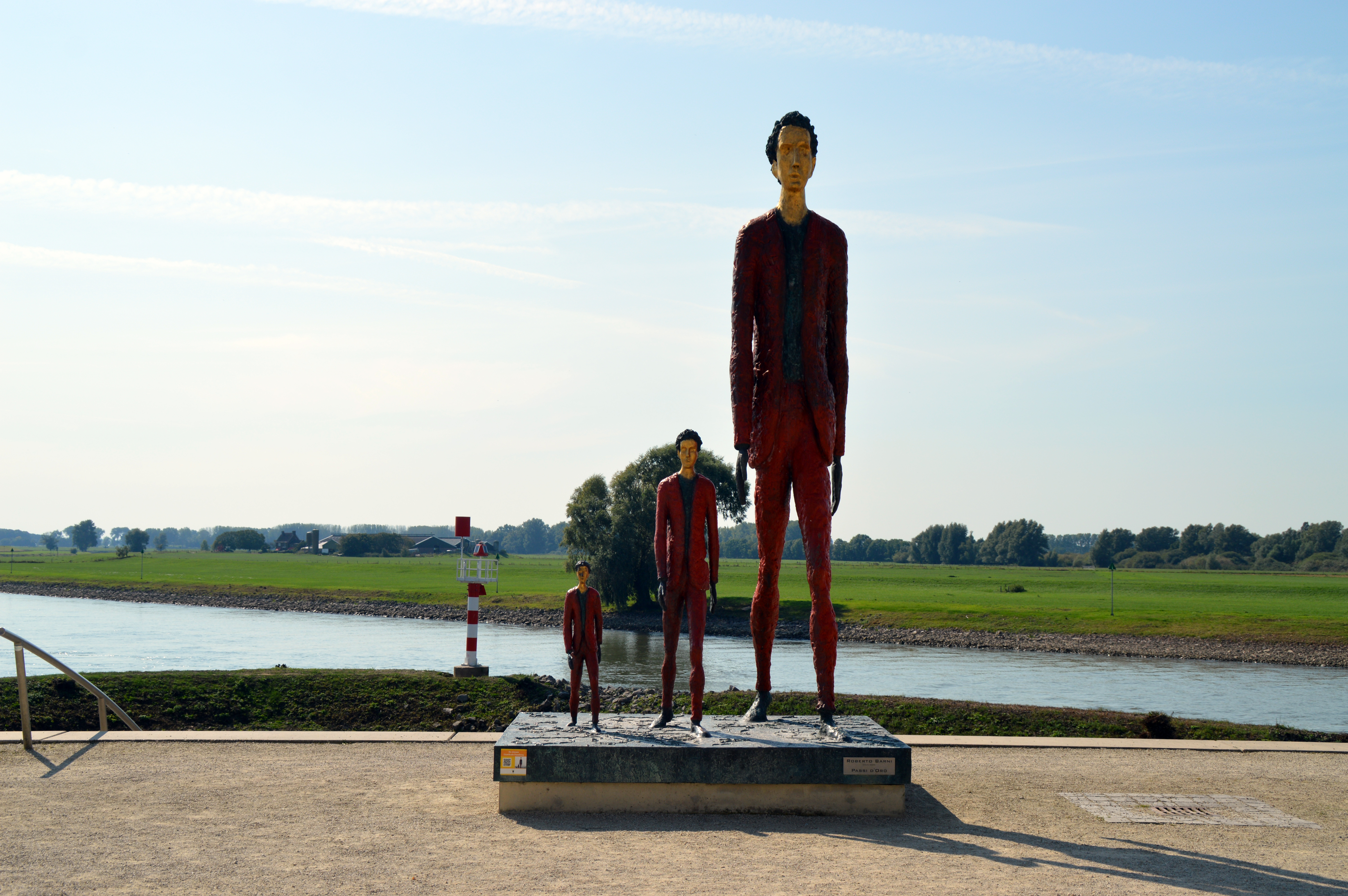
Passi d'Oro (2006) op de IJsselkade Doesburg

- Groningen: Appuntamento con la musica (1996)
- Amsterdam: tijdens ArtZuid versie 2019 waren drie beelden van hem te zien: Colonna Bisbetica (2008), Gambe in Spalla (rood, 2015), Gambe in Spalla (goud, 2015)